# B' Katīgoria 1967-1968
La B' Katīgoria 1967-1968 fu la 13ª edizione della B' Katīgoria; vide la vittoria finale dell'Evagoras Paphou.

## Stagione

### Novità
Il numero di squadre partecipanti scese da dodici a dieci: al posto della promossa ASIL Lysī non ci fu alcuna retrocessione e si registrò la defezione dell'Anagennīsī Larnaca.

### Formula
Le dieci squadre partecipanti erano divisi in due gruppi, su base geografica. In ogni girone le squadre si incontravano in turni di andata e ritorno; erano assegnati tre punti per la vittoria, due per il pareggio e uno per la sconfitta. In caso di parità si teneva conto del quoziente reti.
I due vincitori dei gironi effettuavano un turno di play-off con gare di andata e ritorno; il vincitore veniva promosso nella A' Katīgoria 1968-1969.

## Girone 1
Squadre rappresentanti città appartenenti ai distretti di Nicosia, Kyrenia e Famagosta. Sono noti solo i punti conquistati.

### Squadre partecipanti
| Club                | Città          | Stadio              | Stagione precedente             |
| ------------------- | -------------- | ------------------- | ------------------------------- |
| AEK Famagosta       | Famagosta      | Stadio GSE          | 3º nel Girone 1 di B' Katīgoria |
| EN Paralimni        | Paralimni      | stadio Tasos Markou | 2º nel Girone 1 di B' Katīgoria |
| ENAD Agios Dometios | Agios Dometios | ?                   | 6º nel Girone 1 di B' Katīgoria |
| Keravnos Strovolos  | Strovolos      | Keravnos Stadium    | 7º nel Girone 1 di B' Katīgoria |
| Orpheas Nicosia     | Nicosia        | Vecchio Stadio GSP  | 4º nel Girone 1 di B' Katīgoria |
| PAEEK Kerynias      | Kyrenia        | GS Praxandros       | 5º nel Girone 1 di B' Katīgoria |

### Classifica
|  | Pos. | Squadra             | Pt | G  |
|  | ---- | ------------------- | -- | -- |
|  | 1.   | EN Paralimni        | 30 | 10 |
|  | 2.   | AEK Famagosta       | 25 | 10 |
|  | 3.   | Orpheas Nicosia     | 21 | 10 |
|  | 4.   | PAEEK Kerynias      | 17 | 10 |
|  | 5.   | ENAD Agios Dometios | 15 | 10 |
|  | 6.   | Keravnos Strovolos  | 7  | 10 |

## Girone 2
Squadre rappresentanti città appartenenti ai distretti di Pafo e Limassol. Sono noti solo i punti conquistati.

### Squadre partecipanti
| Club                      | Città    | Stadio     | Stagione precedente             |
| ------------------------- | -------- | ---------- | ------------------------------- |
| Arion Limassol            | Limassol | Stadio GSO | 3º nel Girone 2 di B' Katīgoria |
| EPAL                      | Limassol | Stadio GSO | 2º nel Girone 2 di B' Katīgoria |
| Ethnikos Asteras Limassol | Limassol | Stadio GSO | 4º nel Girone 2 di B' Katīgoria |
| Evagoras Paphou           | Pafo     | Stadio GSK | 1º nel Girone 2 di B' Katīgoria |

### Classifica
|  | Pos. | Squadra                   | Pt | G |
|  | ---- | ------------------------- | -- | - |
|  | 1.   | Evagoras Paphou           | 16 | 6 |
|  | 2.   | EPAL                      | 15 | 6 |
|  | 3.   | Arion Limassol            | 11 | 6 |
|  | 4.   | Ethnikos Asteras Limassol | 6  | 6 |

## Spareggio play-off
L'andata si giocò il 17 marzo 1968, il ritorno il 24 marzo 1968.
| Squadra 1       | Totale | Squadra 2    | Andata | Ritorno |
| --------------- | ------ | ------------ | ------ | ------- |
| Evagoras Paphou | 1 - 0  | EN Paralimni | 0 - 0  | 1 - 0   |

### Verdetti
- Evagoras Paphou promosso in A' Katīgoria.